# Cine Internacional (Berlín)
El Cine Internacional de Berlín o bien simplemente Kino International es un teatro para la proyección de películas en Berlín la capital de Alemania. Se encuentra en Karl-Marx-Allee, en el antiguo Berlín Este y acogió estrenos hasta la caída del Muro de Berlín en 1989. El teatro fue diseñado por Josef Kaiser y Heinz Aust como una estructura de concreto armado de tres pisos con fachadas de piedra arenisca. Kaiser ya había diseñado el Kino Kosmos y el Café Moskau. Debido a los límites predefinidos de la zona del bar, los planos de planta de cada nivel varían: la planta baja es 38X35 m y el segundo piso es 47x35 m.